# Plymouth Superbird
Plymouth Superbird, foi uma versão modificada do Plymouth Road Runner. O Superbird foi um carro projetado para enfrentar o Dodge Daytona Talladega nas competições da NASCAR, em 1970.